# استان تهران
استان تهران یکی از استان‌های ایران که در شمال-مرکزی این کشور واقع شده است. این استان با جمعیت حدود ۱۹ میلیون نفر و مساحتی کمتر از ۱۳ هزار کیلومتر مربع، پرجمعیت‌ترین و متراکم‌ترین استان ایران می‌باشد. استان تهران از نظر مساحت پس از استان‌های البرز و قم، سومین استان کوچک ایران است. این استان از شمال به استان مازندران، از جنوب به استان قم، از جنوب‌غربی به استان مرکزی، از غرب و شمال‌غرب به استان البرز و از شرق و جنوب‌شرق به استان سمنان محدود می‌شود. شمال استان تهران به دامنه جنوبی رشته کوه البرز منتهی شده است. کلان‌شهر تهران با جمعیت ۹٫۷ میلیون نفر، متراکم‌ترین و پرجمعیت‌ترین شهر ایران و به عنوان پایتخت این کشور، در این استان قرار دارد. استان تهران، اغلب به عنوان عاملی تعیین‌کننده در راستای رشد یا تضعیف ارزش افزوده کل کشور عمل کرده است. جمعیت استان تهران طبق داده‌های آماری سال ۱۴۰۰ بالغ بر ۱۴٬۰۳۳٬۴۰۰ نفر بوده که ۱۳٬۲۶۱٬۶۰۰ در نقاط شهری و ۷۷۱٬۸۰۰ در نقاط روستایی ساکن هستند.

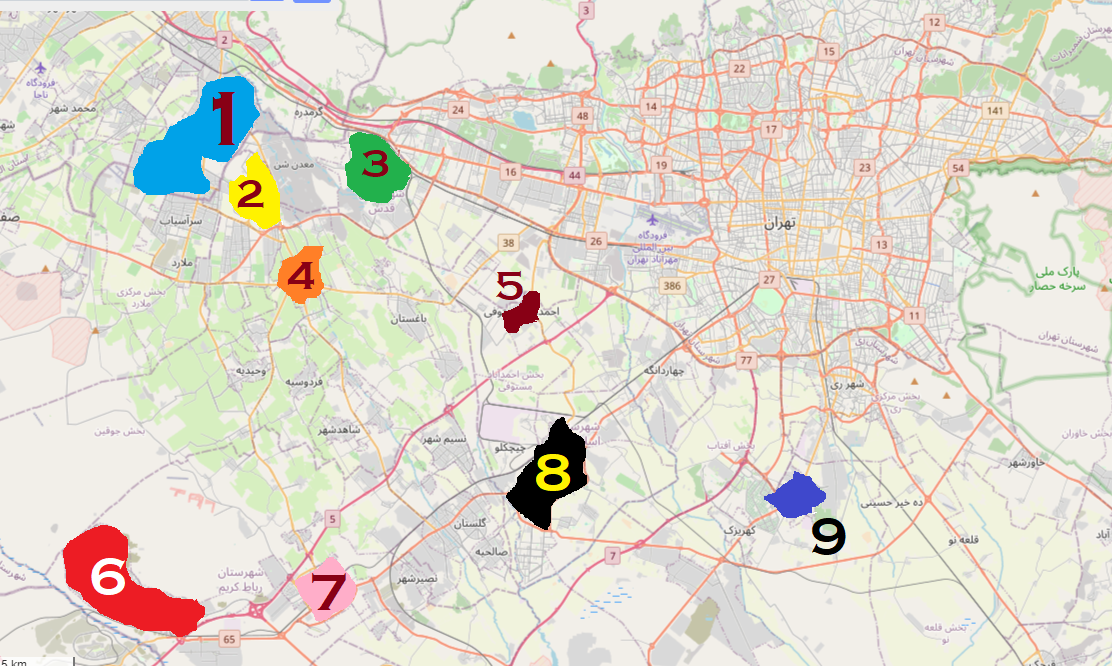
شهرهای حاشیه‌ای جنوب، جنوب غرب و غرب استان تهران ۱- فردیس ۲- اندیشه ۳- شهر قدس ۴- شهریار ۵- احمدآباد مستوفی ۶- پرند ۷- رباط کریم ۸- اسلامشهر ۹- باقر شهر

استان تهران

با وجود اینکه استان تهران تنها ۰٫۷۸ درصد مساحت ایران را دربرگرفته است اما ۱۶ درصد جمعیت کشور را در خود جای داده است. شمال این استان اقلیم سرد کوهستانی و جنوب آن اقلیم معتدل نیمه بیابانی دارد. استان تهران که به عنوان صنعتی‌ترین استان ایران شناخته شده است، از لحاظ تولید ناخالص داخلی در رتبه ۱ کشوری قرار دارد همچنین سهم تولید ناخالص بخش کشاورزی در این استان ۱ درصد، صنعت ۲۲ و خدمات ۷۷ درصد بوده است.

## تقسیمات کشوری
در نخستین تقسیمات کشوری در فاصله سال‌های ۱۳۱۶ تا ۱۳۳۹ استان دوم مشتمل بر شهرستان‌های قم، کاشان، تهران، سمنان، ساری و گرگان بوده که در سال ۱۳۴۵ شهرستان‌های دامغان، سمنان، شاهرود و کاشان و بخشی از شهرستان رودسر از استان دوم جدا شدند. در سال ۱۳۴۰ با تصویب هیئت وزیران فرمانداری کل سمنان مشتمل بر سمنان، شاهرود، بسطام، سنگسر (مهدی‌شهر)، سرخه و نقاط تابعه آنها با مرکزیت شهر سمنان تشکیل شد. در سال ۱۳۵۵ طبق تصمیم دولت وقت با الحاق دماوند، فیروزکوه، گرمسار و ورامین، فرمانداری کل سمنان به استان سمنان تبدیل شد؛ اما براساس آخرین تقسیمات کشوری سه شهرستان دماوند، فیروزکوه و ورامین از استان سمنان منتزع و به استان تهران الحاق شدند.
همچنین استان‌های قم، البرز و بخشی از قزوین از توابع استان تهران بودند که بعداً از این استان جدا و مستقل شدند.
استان تهران اکنون دارای شانزده شهرستان است.
| شهرستان | شهرستان     | شهرستان       | شهرستان | شهرستان     | شهرستان     | مرکز             | مرکز               | مرکز                     |
| #       | نام شهرستان | جمعیت شهرستان | وسعت    | تعداد بخش‌ها | تعداد شهرها | نام مرکز شهرستان | جمعیت مرکز شهرستان | جمعیت نسبت به کل شهرستان |
| ------- | ----------- | ------------- | ------- | ----------- | ----------- | ---------------- | ------------------ | ------------------------ |
| ۱       | اسلامشهر    | ۵۴۸٬۶۲۰       | ۱۹۵     | ۳           | ۳           | اسلامشهر         | ۴۴۸٬۱۲۹            | ۸۱٫۶۸٪                   |
| ۲       | بهارستان    | ۵۳۶٬۳۲۹       | ۶۲      | ۲           | ۳           | گلستان           | ۲۳۹٬۵۵۶            | ۴۹٫۵۵٪                   |
| ۳       | پاکدشت      | ۳۵۰٬۹۶۶       | ۶۱۰     | ۲           | ۳           | پاکدشت           | ۲۳۶٬۳۱۹            | ۹۰٫۰۷٪                   |
| ۴       | پردیس       | ۱۶۹٬۰۶۰       | ۲۹۹     | ۳           | ۴           | پردیس            | ۷۳٬۳۶۳             | ۲۷٫۲۷٪                   |
| ۵       | پیشوا       | ۸۶٬۶۰۱        | ۲۰۱     | ۲           | ۲           | پیشوا            | ۵۹٬۱۸۴             | ۷۸٫۱۳٪                   |
| ۶       | تهران       | ۸٬۷۳۷٬۵۱۰     | ۱٬۳۳۶   | ۳           | ۱           | تهران            | ۸٬۶۹۳٬۷۰۶          | ۹۹٫۵۰٪                   |
| ۷       | دماوند      | ۱۲۵٬۴۸۰       | ۱٬۹۳۲   | ۲           | ۵           | دماوند           | ۴۸٬۳۸۰             | ۳۸٫۵۶٪                   |
| ۸       | رباط کریم   | ۲۹۱٬۵۱۶       | ۳۲۹     | ۱           | ۳           | رباط کریم        | ۱۰۵٬۳۹۳            | ۶۱٫۸۶٪                   |
| ۹       | ری          | ۳۴۹٬۷۰۰       | ۲٬۳۲۴   | ۵           | ۵           | شهر ری           | جزء تهران          | ۷۹٫۹۹٪                   |
| ۱۰      | شمیرانات    | ۴۷٬۲۷۹        | ۱٬۱۱۱   | ۲           | ۳           | تجریش            | جزء تهران          | ۷۹٫۹۰٪                   |
| ۱۱      | شهریار      | ۷۴۴٬۲۱۰       | ۳۴۰     | ۲           | ۷           | شهریار           | ۳۰۹٬۶۰۷            | ۳۳٫۵۲٪                   |
| ۱۲      | قدس         | ۳۱۶٬۶۳۶       | ۱۱۴     | ۱           | ۱           | قدس              | ۳۰۹٬۶۰۵            | ۵۹٫۸۸٪                   |
| ۱۳      | قرچک        | ۲۶۹٬۱۳۸       | ۹۰      | ۱           | ۳           | قرچک             | ۲۳۱٬۰۷۵            | ۸۹٫۷۱٪                   |
| ۱۴      | فیروزکوه    | ۳۳٬۵۵۸        | ۲٬۲۶۱   | ۲           | ۲           | فیروزکوه         | ۱۷٬۴۵۳             | ۵۲٫۰۱٪                   |
| ۱۵      | ملارد       | ۳۷۷٬۲۹۲       | ۸۸۶     | ۲           | ۲           | ملارد            | ۲۸۱٬۰۲۷            | ۷۴٫۴۹٪                   |
| ۱۶      | ورامین      | ۲۸۳٬۷۴۲       | ۱٬۵۴۱   | ۲           | ۲           | ورامین           | ۲۲۵٬۶۲۸            | ۴۶٫۷۶٪                   |

استان تهران با بیش از ۱۴ میلیون نفر جمعیت، ۱۶ تا ۱۷ درصد از جمعیت کل کشور را در خود جای داده است. از این میزان، ۱۲٬۲۵۲٬۰۰۰ نفر در مناطق شهری و ۱٬۱۶۱٬۰۰۰ نفر در مناطق روستاییِ آن ساکن هستند. ۶۳٫۶ درصد از جمعیت شهری استان تهران در شهر تهران و مابقی در ۴۴ شهر دیگر استان ساکنند. رشد جمعیت شهر تهران ۴٫۱ درصد است که در مقایسه با دههٔ قبل اندکی افزایش یافته است. در میان شهرهای استان تهران، شهریار با ۱۶٫۸ درصد رشد سالیانه، در مقام نخست رشد قرار دارد و ملارد با ۱۰ درصد، پاکدشت با ۹٫۹ درصد و صفادشت با ۸٫۸ درصد رشد سالانه جمعیت در مقام‌های بعدی قرار دارند.
در طول سال‌های ۱۳۷۵ تا ۱۳۸۵ ده شهر به شهرهای استان تهران اضافه شده‌اند که بزرگ‌ترین آنها شهرهای اندیشه، صالحیه، باغستان و نصیرشهر هستند که به‌ترتیب دارای ۷۵ هزار، ۵۴ هزار، ۵۲ هزار، ۲۳ هزار نفر جمعیت بوده‌اند، همچنین کوچک‌ترین آن‌ها شهر ارجمند با ۱٬۷۰۰ نفر جمعیت بوده است. استان تهران امروزه دارای ۱۶ شهرستان، ۳۵ بخش، ۷۳ دهستان، ۴۹ شهر و ۳ فرمانداری ویژه است.

## جدایی شهرستان کرج و تشکیل استان البرز
در جلسهٔ هیئت دولت در تاریخ ۱۲ بهمن سال ۱۳۸۸، لایحه تأسیس استان البرز (به مرکزیت کرج) تصویب و به مجلس شورای اسلامی فرستاده شد و در ادامه با تصویب نمایندگان مجلس شورای اسلامی در تاریخ ۱۳۸۹/۴/۷ شهرستان‌های کرج (به مرکزیت شهر کرج)، ساوجبلاغ (به مرکزیت هشتگرد) و شهرستان نظرآباد (به مرکزیت نظرآباد) از استان تهران جدا شد.

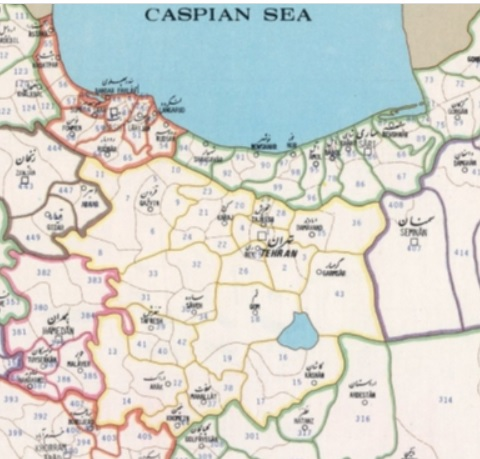
استان مرکزی سابق به مرکزیت تهران که در سال ۱۳۵۶ تجزیه شد. استان امروزی تهران بخشی از این استان بود. (با استان مرکزی فعلی اشتباه نشود)

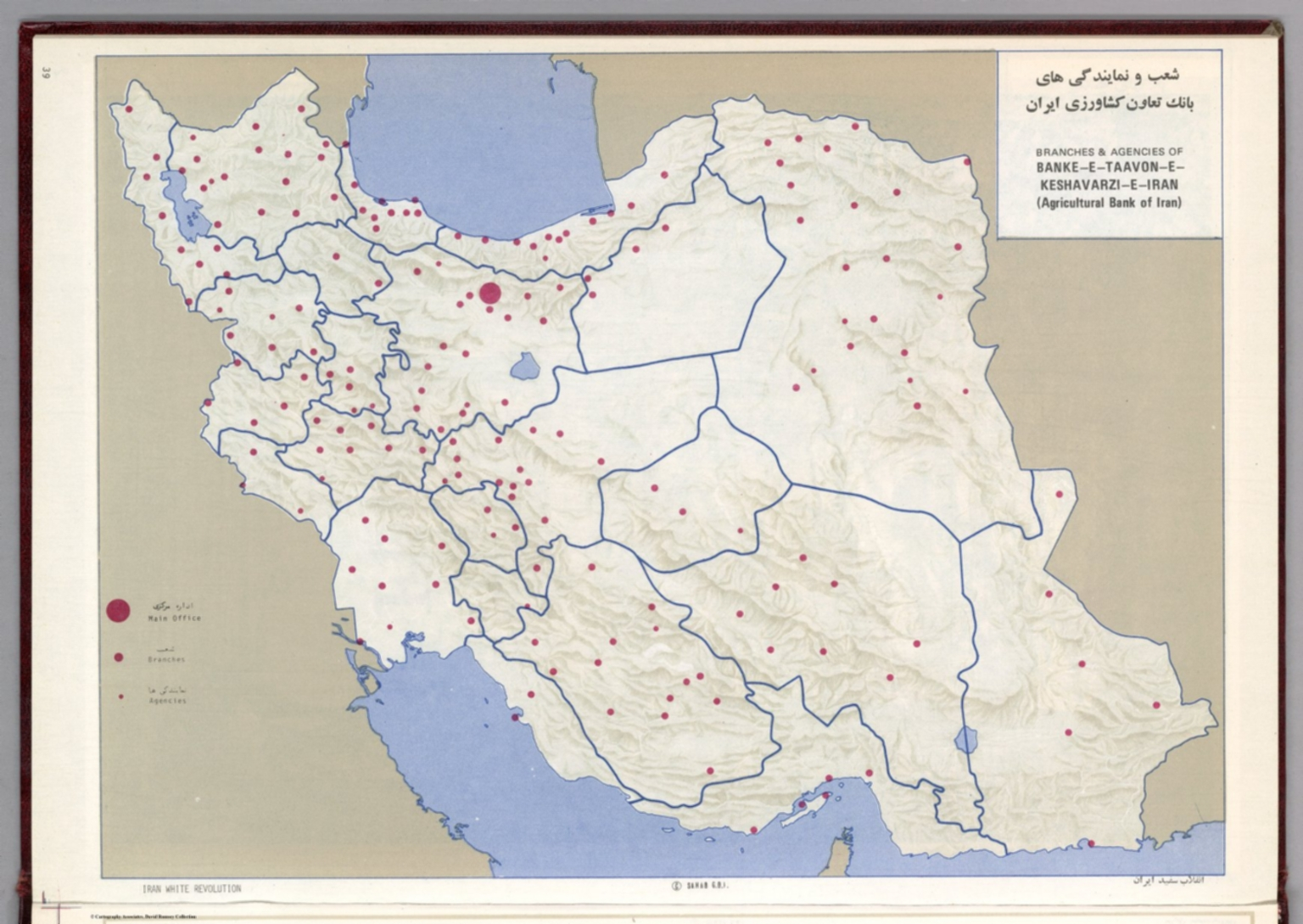
استان (تجزیه شده) مرکزی سابق به مرکزیت تهران در نقشه سال ۱۳۵۱ خورشیدی - این استان بعداً به استان‌های مرکزی، تهران، قم، قزوین و البرز تفکیک شد.

## جغرافیای استان تهران

### ناهمواری‌ها

#### رشته‌کوه البرز

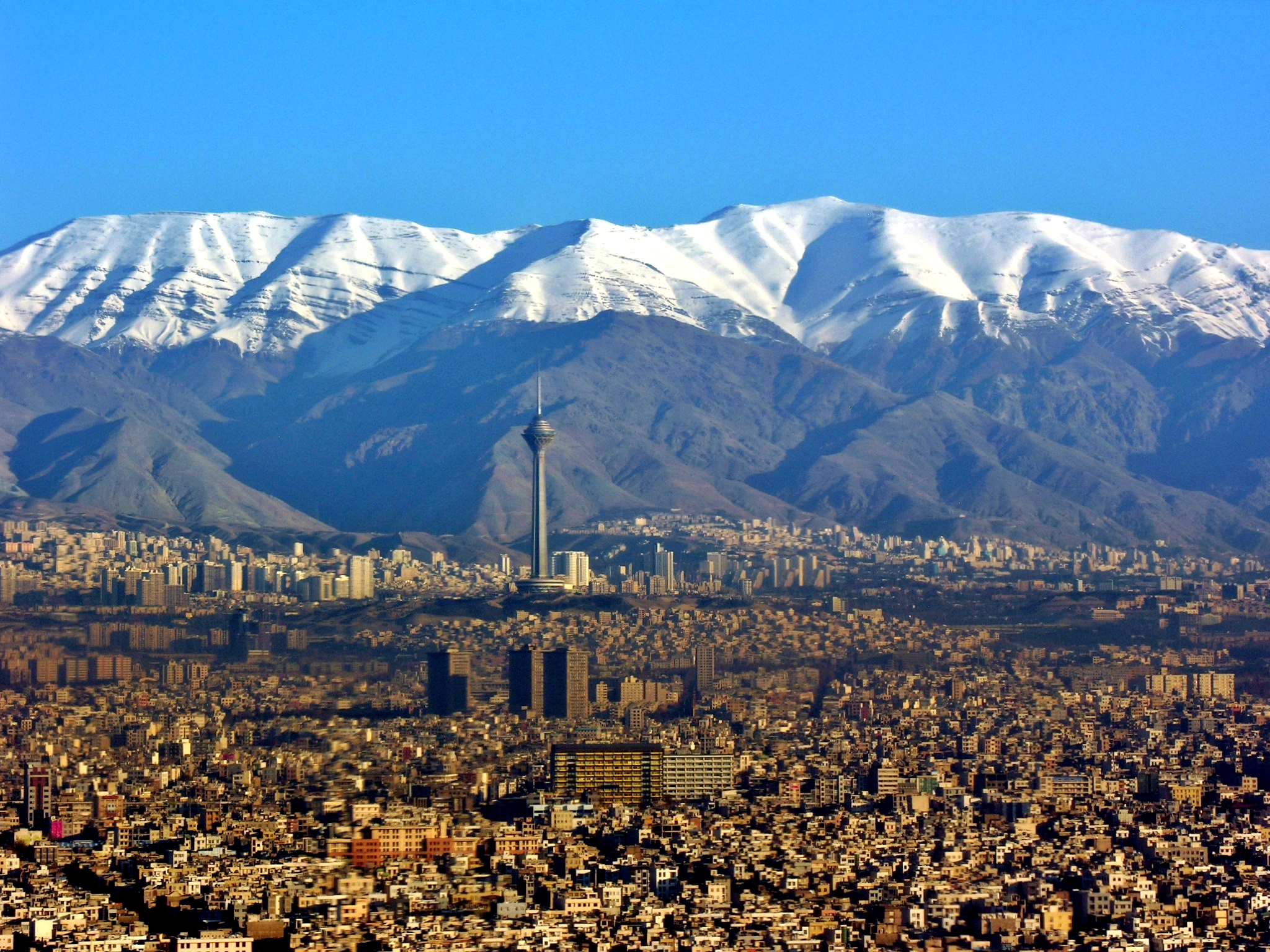
نمای رشته‌کوه البرز از شهر تهران

استان تهران در جنوب شرقی مرکز رشته کوه‌های البرز که در شمال ایران از آذربایجان تا خراسان با جهت غربی- شرقی کشیده شده، قرار دارد. رشته کوه‌های البرز به سه دیواره تقسیم می‌شود:
1. دیواره شمالی: ارتفاعات محدودی از این دیواره در استان تهران و بقیه آن در استان مازندران قرار دارد.
2. دیواره میانی: حد شمالی استان را تشکیل می‌دهد و بلندترین قسمت رشته کوه‌های البرز مرکزی است. کوه دماوند به ارتفاع ۵۶۷۱ متر در بخش لاریجان شهرستان آمل استان مازندران قرار دارد. این دیواره بزرگ کوهستانی به صورت کوه‌های «کندوان» و پس از آن کوه‌های «طالقان» در شمال غربی استان، تا محل به هم پیوستن رود «الموت» به «طالقان رود»، ادامه می‌یابد. در شمال شرقی نیز این دیواره با نام رشته ارتفاعات شهرستان فیروزکوه و سوادکوه تا دره رود فیروزکوه (شعبه اصلی حبله رود) که از جنوب دامنه‌های شرقی آن می‌گذرد، ادامه می‌یابد. در شرق دره فیروزکوه که پس از دریافت زیرشاخه‌هایی حبله رود نامیده می‌شود، ارتفاعات «شهمیرزاد» شروع می‌شود.
3. دیواره جنوبی: سومین بخش از ارتفاعات مرکزی است که رودخانه‌های جاجرود و کرج آن را بریده و به سه قسمت جدا از هم تقسیم نموده است. این سه قسمت عبارت‌اند از:
  1. کوه‌های لواسانات که بین دره‌های رود دماوند و جاجرود قرار دارند و در شمال به دره «رود لار» محدودند. دنباله این کوه‌ها در شرق جاده آبعلی و دماوند تا دره حبله رود ادامه یافته‌اند.
  2. کوه‌های شمیرانات که میان سرچشمه‌ها جاجرود و کرج قرار دارند و بلندترین نقطه آن‌ها قله‌ها خلنو، سرکچال و کلون‌بستک با ارتفاع بین ۴۲۰۰ تا ۴۳۷۵ متر است.
  3. کوه‌های کهار که از غرب دره رود کرج آغاز شده و در جنوب طالقان رود به موازات آن ادامه دارند.

علاوه بر این سه دیوار کوهستانی، در جنوب و شرق دشت تهران کوه‌هایی با ارتفاع کمتر وجود دارند که مهم‌ترین آن‌ها کوه‌های حسن‌آباد و نمک در جنوب و بی‌بی شهربانو و القادر در جنوب شرقی و ارتفاعات قصرفیروزه در شرق است.

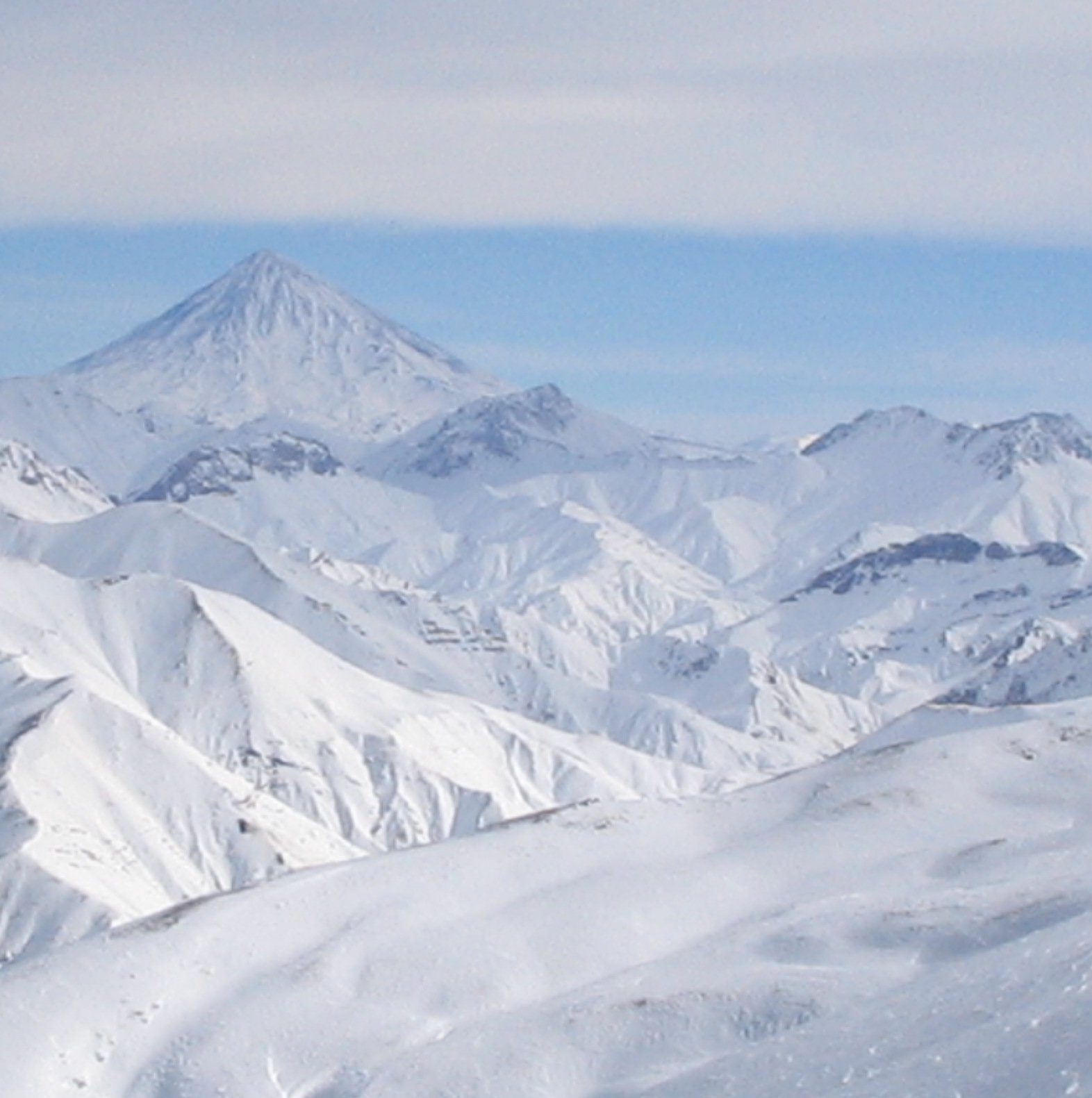
چشم‌انداز از کوه دماوند از پیست اسکی دیزین.

#### دشت‌ها
دشت‌های استان تهران با شیب ملایم از شمال‌غربی به جنوب‌شرقی کشیده شده‌اند. این دشت‌ها به دلیل هموار بودن شرایط خوبی را برای فعالیت‌های انسانی مانند زراعت و ساختن کارخانجات، فراهم آورده‌اند.

### پوشش گیاهی
- جنگل‌های طبیعی: در نقاط مختلف استان این‌گونه جنگل‌ها پراکنده‌اند؛ در دامنه‌های جنوبی البرز، ارتفاعات تهران گونه‌های گیاهی مانند بادام کوهی، پسته، انجیر و زرشک به چشم می‌خورد.
- جنگل‌های دست کاشت: طی سال‌های اخیر، فضاها و پارک‌های جنگلی جدید در استان تهران به وجود آمده است. بزرگ‌ترین آن‌ها عبارتند از پارک چیتگر در غرب استان و پارک جنگلی لویزان در شمال‌شرق آن. در سطح استان چندین پارک جنگلی دیگر از جمله سوهانک، وردآورد، سرخ‌حصار و توسکا وجود دارد. درختان این پارک‌ها عمدتاً کاج، اقاقیا و زبان گنجشک هستند.

### مراتع
در مناطق شمالی استان، بارش بیش از ۳۰۰ میلی‌متر در سال، دمای کافی، خاک مساعد و ویژگی‌های خاص توپوگرافی پوشش گیاهی مناسبی را به صورت مراتع بهاری و تابستانی در کوه و دشت برای دامپروران محلی و عشایری به وجود می‌آورد. گونه‌های گیاهی عمده در این مناطق عبارت اند از بنه، گز، خاکشیر، شیرین بیان، قیاق، گون، آویشن، خزه و کنگر.

## طبیعت

### آب و هوا
سه عامل جغرافیایی در ساخت کلی اقلیم استان تهران نقش مؤثری دارند:
کویر یا دشت کویر: مناطق خشک مانند دشت قزوین، کویر قم و مناطق خشک استان سمنان که مجاور استان تهران قرار دارند، از عوامل منفی تأثیرگذار بر هوای استان تهران هستند و موجب گرما و خشکی هوا، همراه با گرد و غبار می‌شوند.

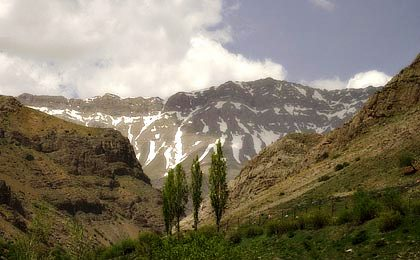
طبیعت استان تهران.

رشته کوه‌های البرز: این رشته کوه‌ها موجب تعدیل آب و هوا می‌شود.
بادهای مرطوب و باران‌زای غربی: این بادها نقش مؤثری در تعدیل گرمای سوزان بخش کویری دارند، ولی تأثیر آن را خنثی نمی‌کنند.
استان تهران را می‌توان به سه بخش اقلیمی زیر تقسیم کرد:
1. ارتفاعات شمالی: بر دامنه‌های جنوبی، بلندیهای البرز مرکزی، در ارتفاعی بالای ۳۰۰۰ متر قرار گرفته و آب و هوایی مرطوب و نیمه مرطوب و سردسیر با زمستانهای بسیار سرد و طولانی دارد. بارزترین نقاط این اقلیم، دماوند، فیروزکوه، کلون بستک (در لواسانات) و توچال است.
2. کوهپایه: این اقلیم در ارتفاع دو تا سه هزار متری از سطح دریا قرار گرفته و دارای آب و هوایی نیمه مرطوب و سردسیر و زمستانهایی به نسبت طولانی است. آبعلی، شهرستان فیروزکوه، شهرستان دماوند، لواسانات (شامل شهر لواسان ،دهستان لواسان بزرگ ،دهستان لواسان کوچک، منطقه حفاظت شده ورجین، دشت لار و سد لتیان)، همچنین سد امیرکبیر و دره طالقان در این اقلیم قرار دارند.
3. نیمه خشک و خشک: با زمستانهای کوتاه و تابستانهای گرم، در ارتفاعات کمتر از ۲۰۰۰ متر واقع شده است. هر چه ارتفاع کاهش می‌یابد، خشکی محیط بیشتر می‌شود. ورامین، شهریار و جنوب شهرستان ری در این اقلیم قرار گرفته‌اند.

هوای تهران در مناطق کوهستانی دارای آب و هوای معتدل و در دشت، نیمه بیابانی است. تهران در مرز شرایط جوی بری و اقیانوسی قرار گرفته و تمایل آن به موقعیت بری بیشتر از وضعیت اقیانوسی است.

## مردم‌شناسی

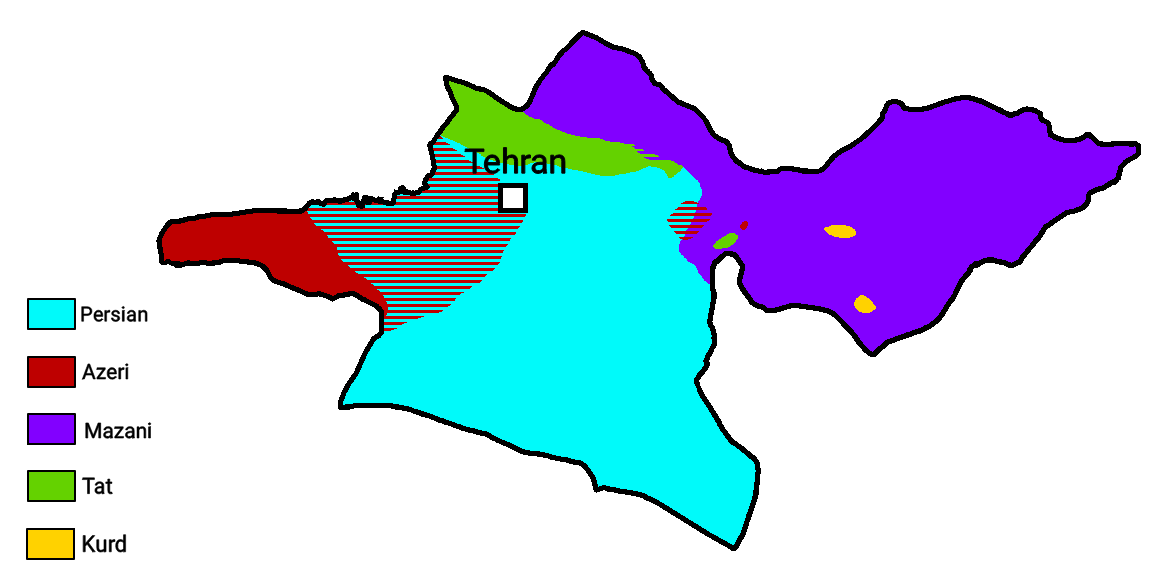
پراکنش اقوام بومی در استان تهران

### زبان

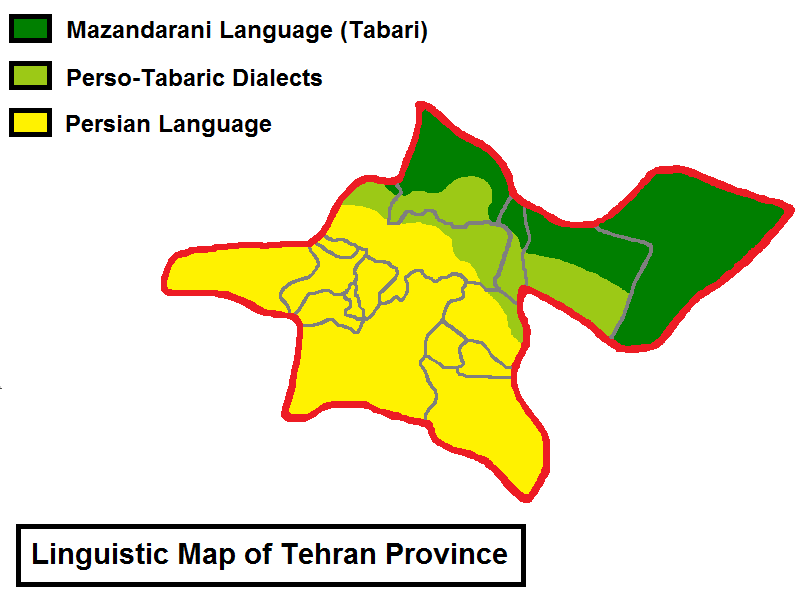
نقشهٔ زبانی استان تهران، رنگ سبز تیره زبان مازندرانی، رنگ سبز روشن گویش‌های فارسی-مازندرانی (تجریشی، لواسانی و دماوندی)، رنگ زرد زبان فارسی